# The Publishers Association
The Publishers Association (PA) es la asociación comercial de editores de libros, revistas y publicaciones electrónicas en el Reino Unido, fundada en 1896. Su misión consiste en consolidar el entorno comercial de las editoriales del Reino Unido proporcionando una voz fuerte para la industria en el gobierno, en la sociedad y con otras partes interesadas en el Reino Unido, Europa e internacionalmente. Su objetivo es proporcionar un foro para el intercambio de información no competitiva entre editoriales y ofrecer apoyo y orientación a la industria a través de cambios tecnológicos y de otros tipos.

## Gobernanza
La junta directiva de The Publishers Association, conocida como el Consejo PA, está formada por representantes elegidos entre los miembros, junto con los presidentes del Consejo de Editores de Consumo, el Consejo de Editores Académicos, el Consejo de Editores Educativos y el Consejo de Editores de Educación Secundaria y Superior; y el director ejecutivo. Realizan reuniones aproximadamente seis veces al año. Cada miembro del Consejo puede ejercer un máximo de dos términos de tres años. El actual presidente de la Publishers Association es Nigel Newton, director ejecutivo de Bloomsbury.
El equipo directivo está formado por:
- Dan Conway, presidente
- Antonia Seymour, vicepresidenta
- David Ross, Consejo de Editores Académicos
- Perminder Mann, Consejo de Editores de Consumo
- Lindsay Nadin, Consejo de Editores Educativos
- Katie Thorn, Consejo de Editores de Enseñanza Secundaria y Superior

## Membresía
La afiliación a la Publishers Association está abierta a editores de buena fe que ejerzan la actividad editorial en el Reino Unido y cumplan los criterios de afiliación. Existen dos categorías de afiliación:
- Membresía para editores del Reino Unido con una facturación superior a £9 millones[6]
- Membresía de PYME para editores del Reino Unido con una facturación inferior a £9 millones[6]

## Divisiones
- El Consejo de Editores de Consumo determina la política de PA en materia de mercado de consumo y actúa en cuestiones específicos con el objetivo de ampliar el mercado y aumentar la eficiencia. Otros grupos comerciales incluyen el Children’s Book Group y el Religious Book Group.
- El Consejo de Editores Académicos proporciona un foro para los editores de educación secundaria, académicos y de referencia; representa a los editores; realiza estudios de mercado y organiza una serie de eventos.
- El Consejo de Editores Educativos proporciona una voz a las editoriales escolares, universitarias y vocacionales. Hace campaña para mejorar la financiación de los recursos de aprendizaje y representa a la industria en el desarrollo del mercado, además de realizar seminarios y recopilar estadísticas de mercado.

## Más información
- La Asociación de Editores 1896 - 1946 por RJL Kingsford (Cambridge: Cambridge University Press, 1970)